# 松枝町
松枝町（まつがえちょう）は、愛知県名古屋市中区の地名。

## 歴史
江戸期まで愛知郡御器所村であった地域の一部にあたる。

### 町名の由来
『吾妻鏡』に「尾張国松枝保御器所長包庄」と書かれている「松枝保」の名称に由来する。ただし本来の「松枝保」は葉栗郡松枝庄（岐阜県羽島郡笠松町）のことであり、御器所という地名の類推から誤って当地に比定されたものである。

### 行政区画の変遷

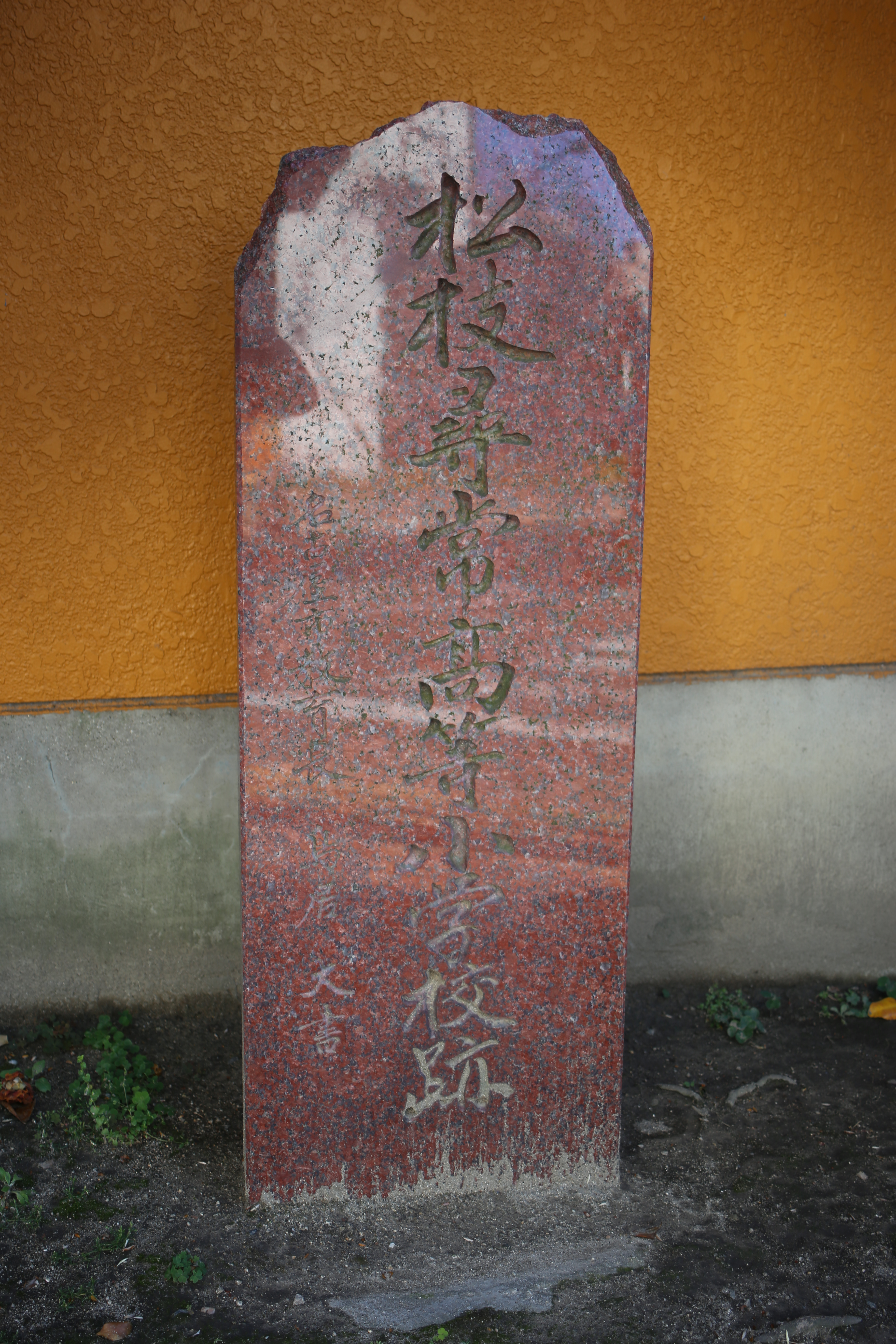
「松枝尋常高等小学校跡」碑（千代田二丁目、2017年5月）

- 1909年（明治42年）10月1日 - 愛知郡御器所村大字御器所字西鶴舞・東鶴舞の各一部により、名古屋市中区松枝町1丁目〜3丁目が成立[1]。
- 1911年（明治44年）7月 - 日比野清次郎により常設家畜市場が開設される[6]。
- 1913年（大正2年）7月 - 3丁目に松枝尋常高等小学校が設立される[7]。
- 1918年（大正7年）6月 - 常設家畜市場は全名古屋売肉商の親友会により買収され、西区南押切に移転する[6]。
- 1943年（昭和18年）6月1日 - 板橋町との間で境界変更[2]。
- 1969年（昭和44年）10月21日 - 住居表示実施に伴い、1丁目の一部が千代田一丁目、1丁目〜3丁目の各一部が千代田二丁目に編入される[1]。
- 1977年（昭和52年）10月23日 - 全域が千代田五丁目に編入され、消滅[2]。